# Miejski Dom Kultury w Piekarach Śląskich
Miejski Dom Kultury w Piekarach Śląskich – sieć placówek kulturalnych z główną siedzibą w Szarleju. 

## Historia
MDK w Piekarach Śląskich działa od 14 sierpnia 1970 roku. W jego skład wchodzą: Miejski Dom Kultury przy ulicy Bytomskiej 73, Filia Miejskiego Domu Kultury przy ulicy Tarnogórskiej 49, Radio Piekary (działające od 1996 roku), Kino Zacisze (reaktywowane w 2015).
Oddział wydawał w latach 2005– 2014 roku lokalną gazetę Głos Piekarski. Miejski Dom Kultury organizuje corocznie wiele imprez, m.in.: Kabareton, Oktoberfest po naszymu, Dni Piekar. 
W MDK utworzonych jest wiele kół zainteresowań gdzie dzieci, młodzież, jak i dorośli mogą rozwijać swoje zdolności. Można także pobierać korepetycje, uczyć się gry na instrumentach i tańca. 

## Dyrektorzy
- Ginter Kupka[6]
- Krzysztof Szyga[6]
- Teresa Szaflik (2005–2015)
- Marta Meres-Krawczyk (od maja 2015)[7]
- Krzysztof Gajdka (styczeń–maj 2016)[8][7]
- Piotr Zalewski (2016–2019)[8]
- Marcin Baron (2019– )[1][9]